# Crioa albifusca
Crioa albifusca är en fjärilsart som beskrevs av Turner 1942. Crioa albifusca ingår i släktet Crioa och familjen nattflyn. Inga underarter finns listade i Catalogue of Life.